# Тартагіне
Касалуна (фр. Tartagine корс. Tartagine) — річка Корсики (Франція). Довжина 30,2 км, витік знаходиться на висоті 1 870  метрів над рівнем моря на схилах гори Монте Корона (Monte Corona) (2144 м). Впадає в річку Аско на висоті 205 метрів над рівнем моря.
Протікає через комуни: Ольмі-Каппелла, Маузолео, Валліка, Кастіфао, Канаваджа, Мольтіфао і тече територією департаменту Верхня Корсика та кантонами: Бельгодере (Belgodère), Кастіфао-Морозалья (Castifao-Morosaglia), Альто-ді-Казаконі (Alto-di-Casacconi).